# 甘孜翠雀花
甘孜翠雀花（学名：Delphinium kantzeense）为毛茛科翠雀属的植物，为中国的特有植物。分布在中国大陆的四川等地，目前尚未由人工引种栽培。